# Wasserkinetische Plastik

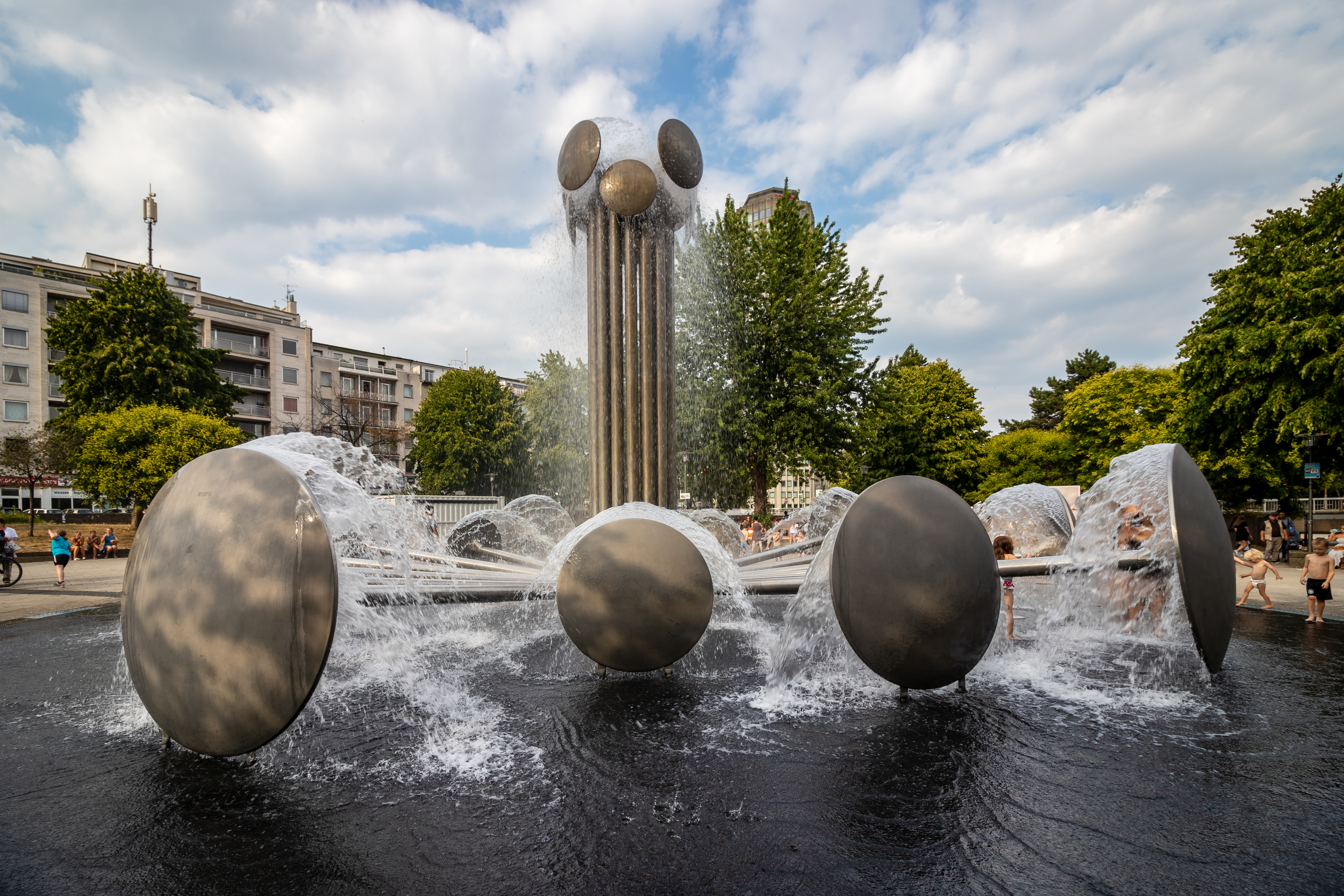
„Wasserkinetische Plastik“ auf dem Ebertplatz, Köln, im Juli 2018

Die Wasserkinetische Plastik ist ein Kunstwerk des deutschen Künstlers und Metallbildhauers Wolfgang Göddertz.
Die Brunnenplastik steht in Köln auf dem Ebertplatz und ist ein großer begehbarer Brunnen in Edelstahl.
Die Stadt Köln startete 1969 eine künstlerische Ausschreibung unter Kölner Künstlern zur Ausgestaltung des Ebertplatzes. Der Siegerentwurf stammt von Wolfgang Göddertz, der damals sein Atelier in einer Jugendstilvilla direkt am Platz hatte. Göddertz gab im Folgejahr seinen Entwurf zum silbrig-matt geschliffenen Edelstahlbrunnen ab. 1971 fiel die Entscheidung, diesen Entwurf umzusetzen. Es dauerte aber sechs Jahre, bevor der Brunnen am 2. September 1977 eingeweiht wurde. Der Brunnen hat eine Höhe von 9 Metern und ist 18 Meter breit. Er wurde 2011 vom Rheinischen Verein für Denkmalpflege und Landschaftsschutz (RVDL) zum Denkmal des Monats Juli gekürt. Im Volksmund wird der Brunnen auch Nagelbrunnen genannt.
Nachdem die Pumpen des Brunnens zweimal eingefroren waren, wurde der Brunnen über viele Jahre nicht mehr als Brunnen genutzt. Erst im Sommer 2018 wurde er auf Betreiben der Kölner SPD wieder in Betrieb genommen.

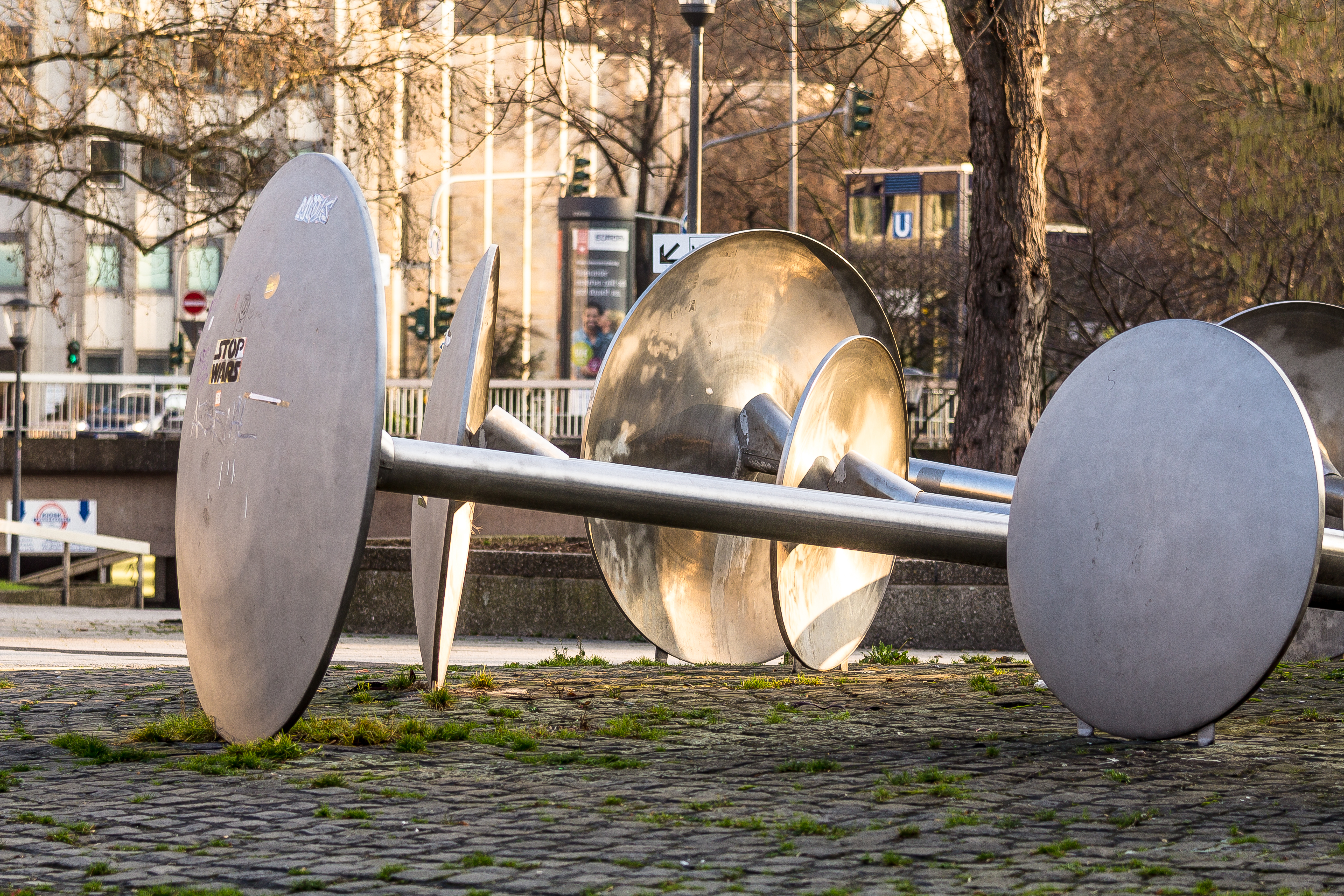
Detail
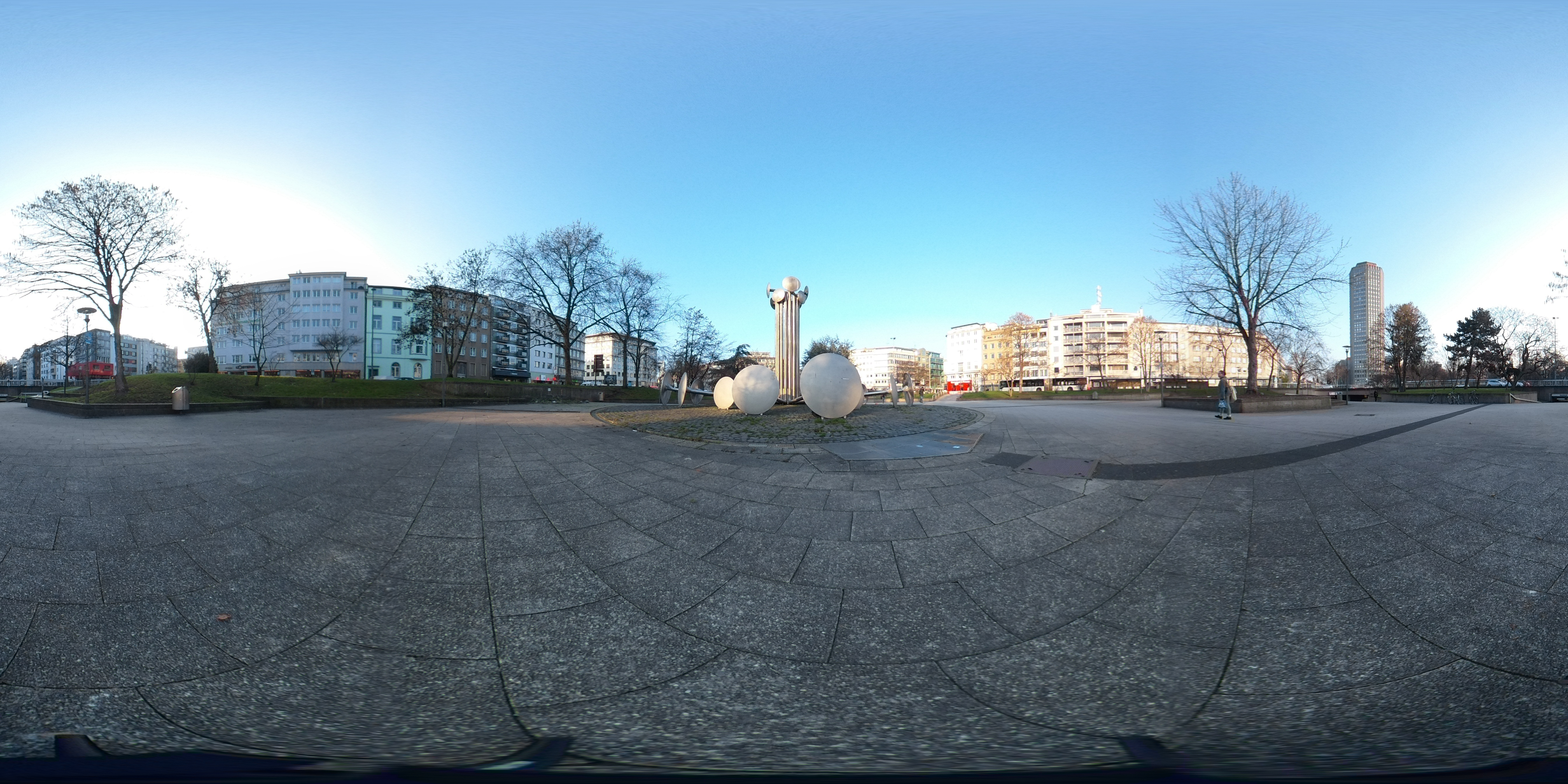
Brunnenpanorama
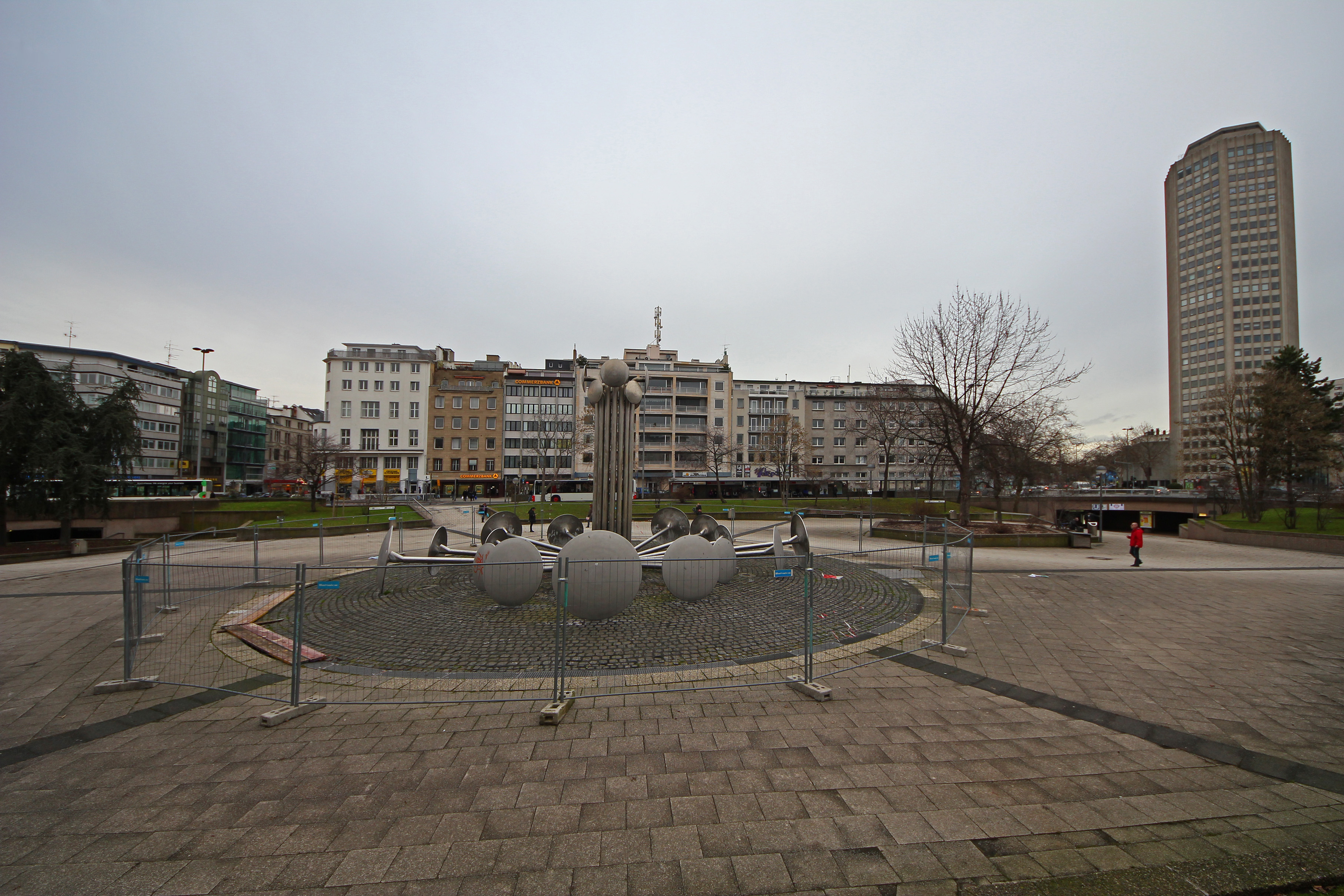
Gesperrter Brunnen 2011
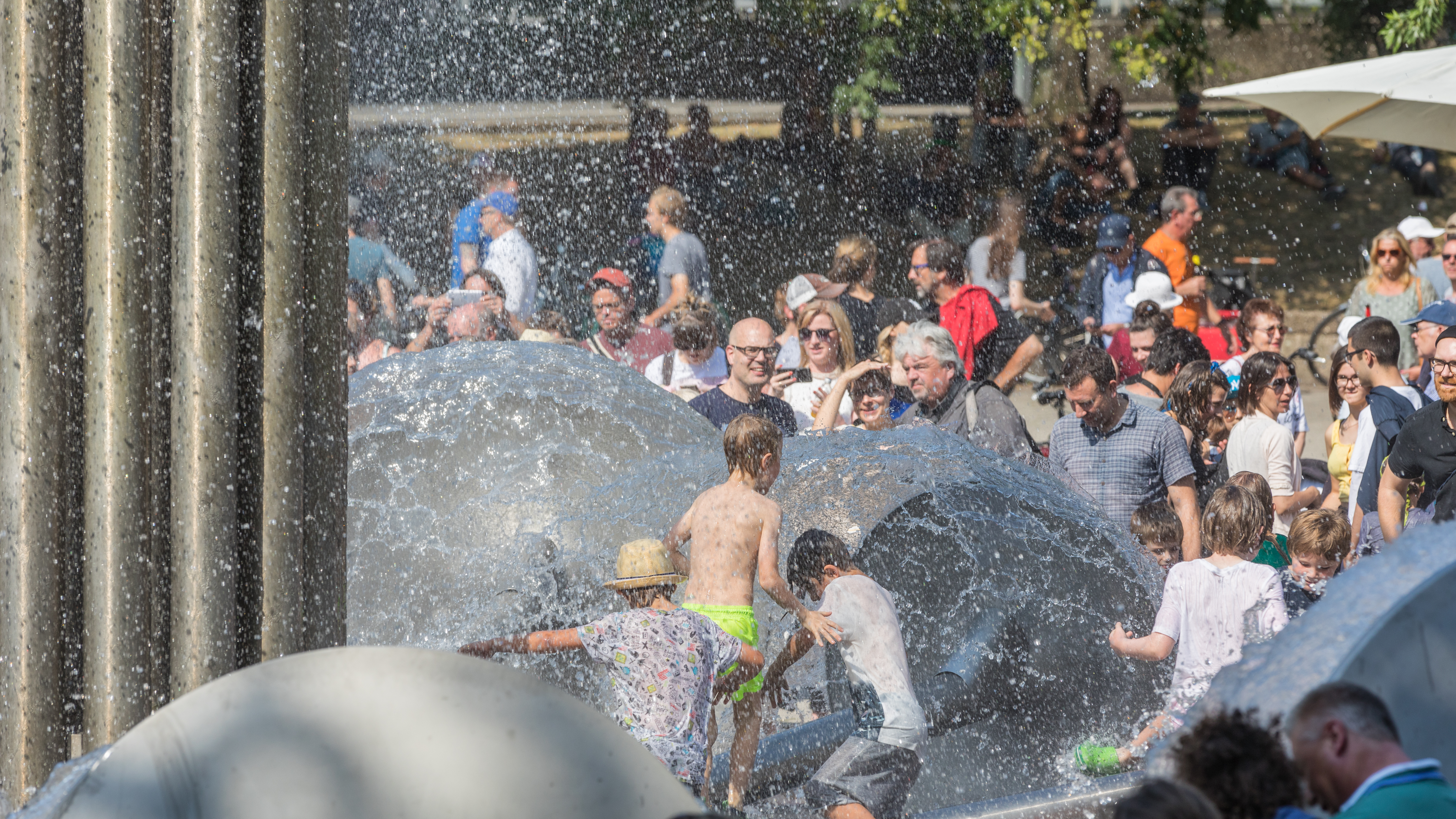
Wiederinbetriebnahme im Juli 2018
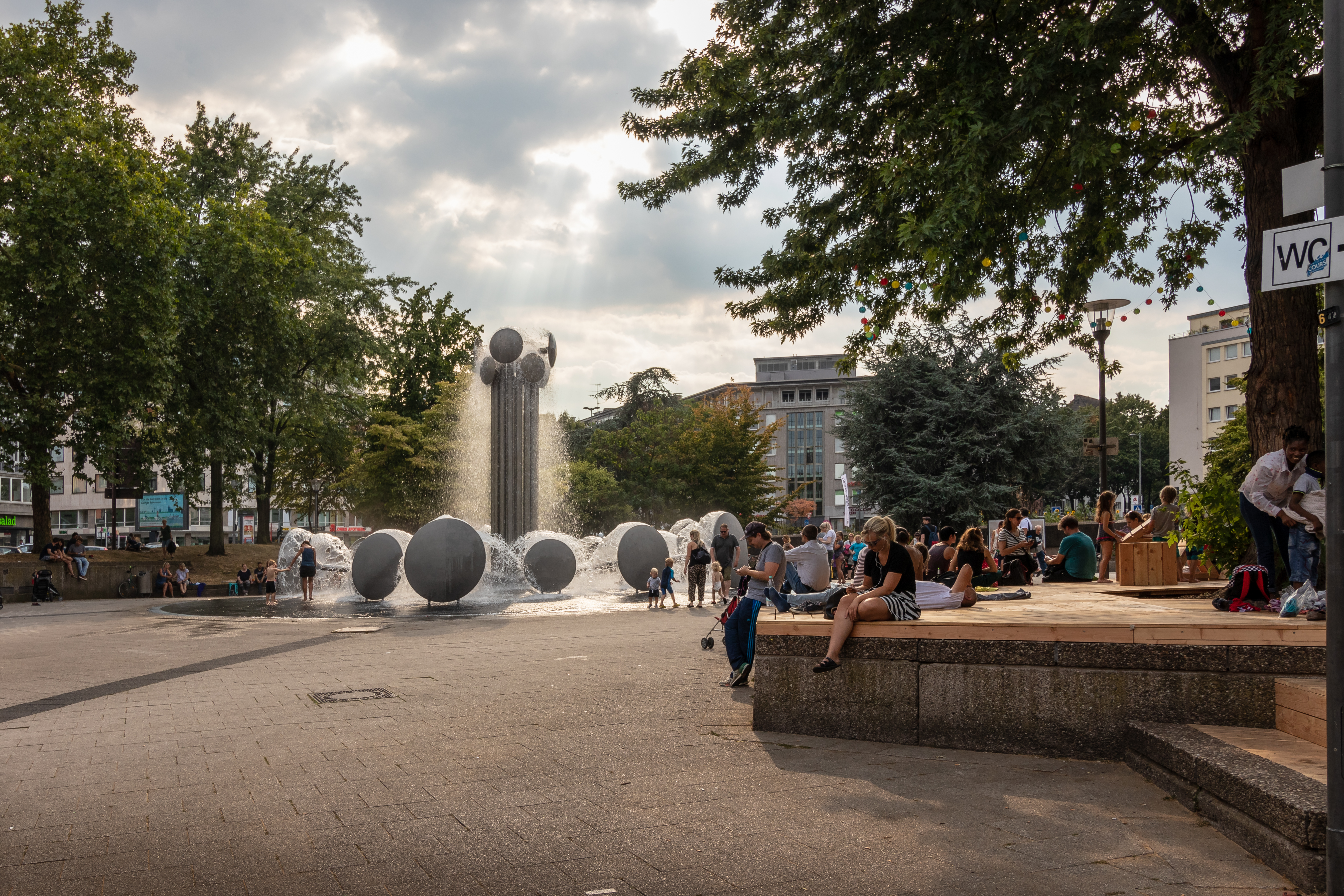
Juli 2018